# ショートヒルズ (ニュージャージー州)

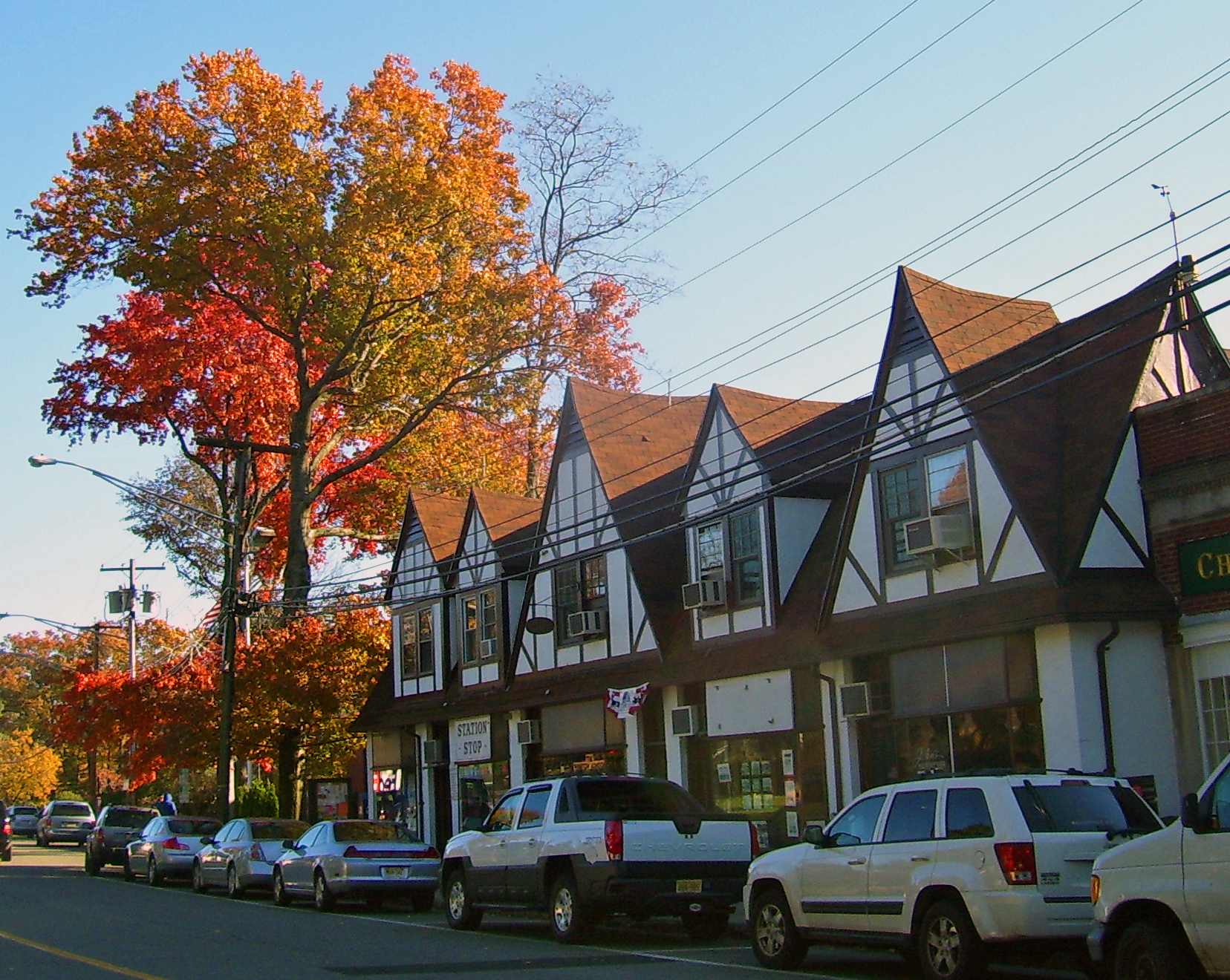
ニュージャージー州ショートヒルズのダウンタウン

ショートヒルズ（英語: Short Hills, New Jersey）はアメリカ合衆国ニュージャージー州ニューアークの西郊外にあるコミュニティーで、CDPでもある。

## 概要
ショートヒルズはアメリカ合衆国ニュージャージー州エセックス郡ミルバーン（Millburn）内にあるコミュニティーで、CDPにもなっていて、ニューヨーク市で働く住民に人気のベッドタウンである。2010年アメリカ合衆国国勢調査の時点で、CDPの人口は13,165人であった。
ショートヒルズは裕福なコミュニティーである。不動産データZillowを引用して、ウォール・ストリート・ジャーナルは2012年2月の住宅の平均価格は175万ドルであったと報道している。パセイック川近くでモリス郡とユニオン郡の両方との境いに、有名な高級商業地区「ショートヒルズ・モール」（Short Hills Mall、北緯40度44分26秒 西経74度21分50秒 / 北緯40.7405度 西経74.3638度）がある。
2014年、タイム誌はショートヒルズを「アメリカで最も豊かな町」と呼び、10分の7の世帯の収入が年間15万ドルを超え、米国で最も高い割合を占めているとしている。フォーブス誌によると、2016年のショートヒルズの収入の中央値は229,222ドルであった。2018年、ブルームバーグはショートヒルズを国内で最も裕福な100の地域の5番目にランク付けし、平均世帯収入は354,479ドルであるとした。

## 交通
ニュージャージー・トランジットの通勤鉄道「モリス・エセックス線」(Morris & Essex Lines、〜ペンシルベニア駅またはホーボーケン駅)のショートヒルズ駅（Short Hills Station、北緯40度43分30.7秒 西経74度19分25.6秒 / 北緯40.725194度 西経74.323778度）がある。また、ニュージャージー州道24号、州間高速道路78号線（〜ホランドトンネル）にも近い。

## 住人
ショートヒルズの著名な住人は次である。
- アン・ハサウェイ
- 王永慶

など

## メディアでの扱い
フィリップ・ロス著の小説『さようならコロンバス』（1959年出版）は、ショートヒルズでの若いユダヤ人男女間での出来事を扱っている。

## 参照項目
- ショートヒルズ・モール (Short Hills Mall)